# Premio Pulitzer 1959
Quella del 1959 fu la quarantatreesima assegnazione dei Premi Pulitzer e vide il conferimento di quattordici premi in altrettante categorie, otto relative al mondo del giornalismo e sei relative al mondo della letteratura, della drammaturgia e della musica.
In quest'edizione, la giuria fu composta da 15 membri, tra cui il presidente della Columbia University, Grayson Kirk, e fu presieduta da Joseph Pulitzer, redattore del St. Louis Post-Dispatch nonché omonimo figlio del fondatore dei premi Pulitzer, Joseph Pulitzer.

## Giornalismo
- Pubblico servizio:

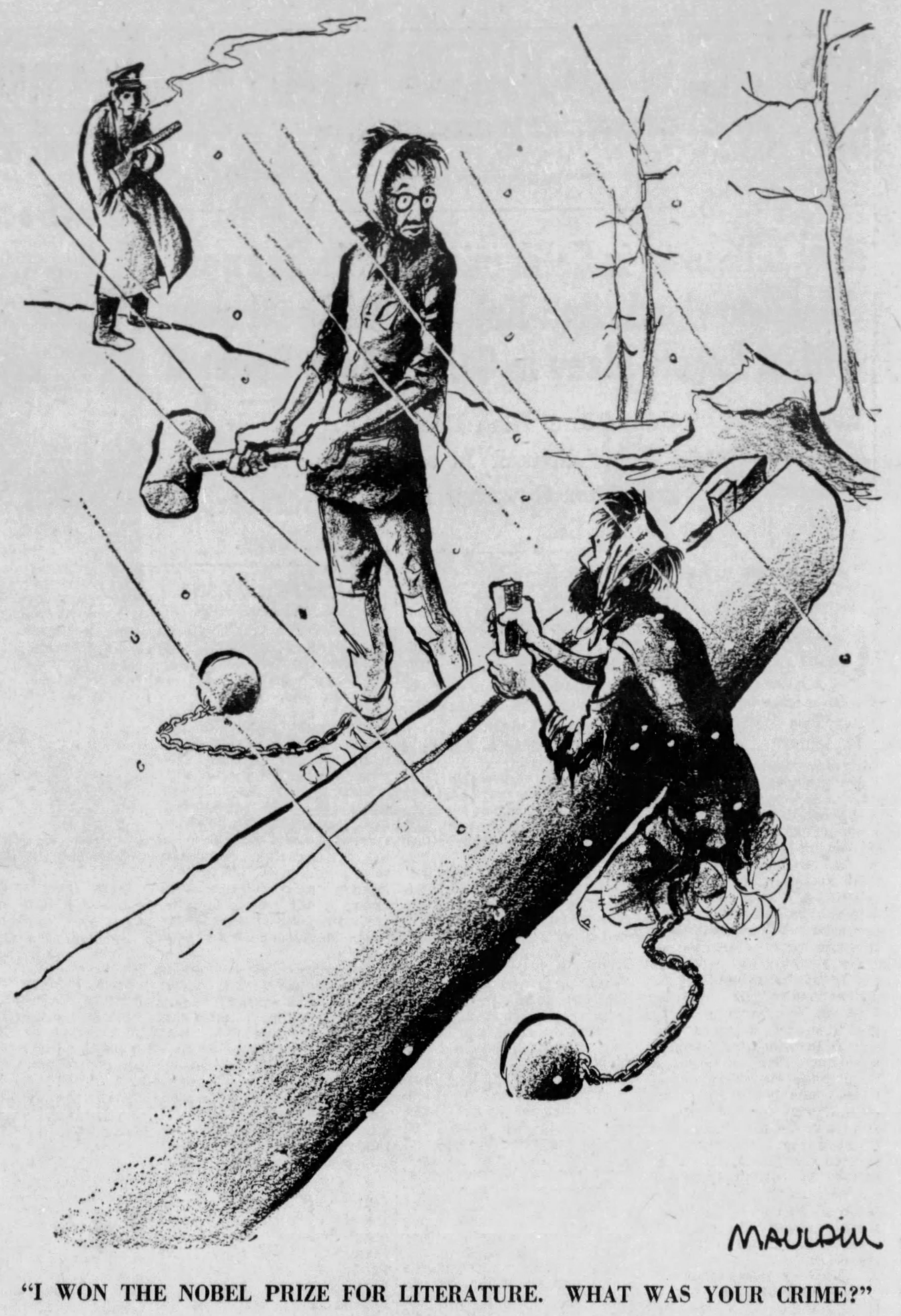
I won the Nobel Prize for Literature. What was your crime?, vincitrice del premio per la miglior vignetta editoriale

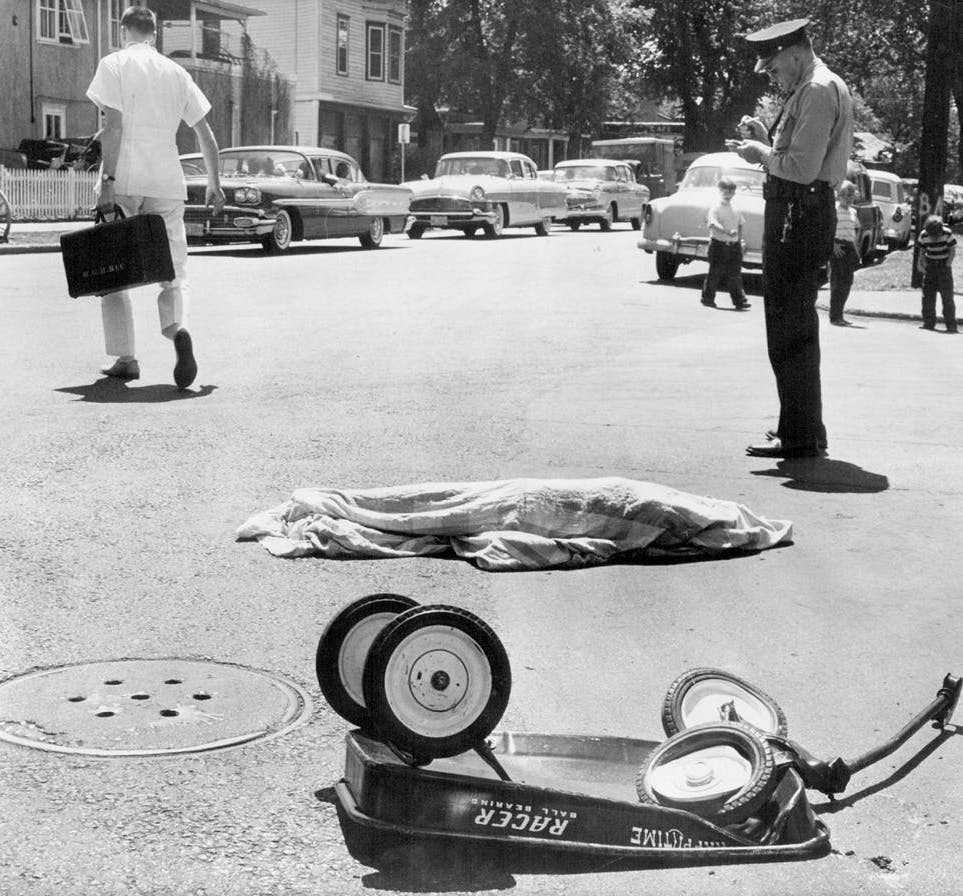
Wheels of Death, vincitrice del Premio Pulitzer per la fotografia del 1959

  - Utica Observer-Dispatch e Utica Daily Press, per l'efficace campagna condotta contro la corruzione, il gioco d'azzardo e il prostituzione nella loro città, portata avanti a dispetto della pressione politica e delle minacce di violenza, e sfociata nel varo di importanti riforme civiche.[3]
- Giornalismo locale di ultim'ora:
  - Mary Lou Werner, dello Washington Evening Star, per l'esaustiva copertura, portata avanti per tutto il 1958,  della crisi dell'integrazione in Virginia, che ha messo in luce le sue ammirevoli capacità di accuratezza, velocità e valutazione delle notizie.
- Giornalismo locale investigativo:
  - John Harold Brislin, dello Scranton Tribune e dello Scrantonian, per il coraggio, l'iniziativa e l'intraprendenza dimostrati portando avanti una campagna quadriennale rivolta a porre fine alla violenza sul lavoro nella città di Scranton, a seguito della quale dieci funzionari sindacali corrotti sono stati condannati e incarcerati.[4]
- Giornalismo nazionale:
  - Howard Van Smith, del The Miami News, per una serie di articoli che hanno focalizzato l'attenzione pubblica sulle deplorevoli condizioni vissute in un campo di lavoro per migranti in Florida, portando alla nascita di un generoso sistema di assistenza per i 4 000 lavoratori bloccati nel campo, e accendendo i riflettori sul problema delle condizioni in cui versavano oltre un milione e mezzo di lavoratori migranti negli Stati Uniti d'America.
- Giornalismo internazionale:
  - Joseph Martin e Philip Santora del New York Daily News, per la loro serie di articoli che ha rivelato la brutalità del governo di Fulgencio Batista sull'isola di Cuba molto prima della caduta del dittatore, prevedendo peraltro il trionfo del partito rivoluzionario guidato da Fidel Castro.
- Editoriale:
  - Ralph McGill, direttore esecutivo dell'Atlanta Constitution, per gli encomiabili editoriali scritti del 1958, come esemplificato dall'articolo A Church, A School....
- Vignetta editoriale:
  - William H. Mauldin, del St. Louis Post-Dispatch, per la vignetta intitolata I won the Nobel Prize for Literature. What was your crime?, pubblicata il 30 ottobre 1958.
- Fotografia:
  - William Seaman, del The Minneapolis Star, per la fotografia intitolata Wheels of Death, ritraente l'improvvisa morte di un bambino in strada.

## Letteratura, drammaturgia e musica
- Narrativa:
  - The Travels of Jaimie McPheeters, di Robert Lewis Taylor (Doubleday).
- Drammaturgia:
  - J.B., di Archibald Macleish (Houghton).
- Storia:
  - The Republican Era: 1869-1901, di Leonard D. White (Macmillan).
- Biografie o Autobiografie:
  - Woodrow Wilson, American Prophet, di Arthur Walworth. (Longman).
- Poesia:
  - Selected Poems 1928-1958, di Stanley Kunitz (Little).
- Musica:
  - Concerto for Piano and Orchestra, di John La Montaine (Galaxy Music), eseguita per la prima volta dalla National Symphony Orchestra, a Washington, il 25 novembre 1958.